# Список глав государств в 254 году до н. э.
| 255 до н. э. ← Список глав государств по годам → 253 до н. э. |

## Азия
- Анурадхапура — Махасива, царь (257 до н. э. — 247 до н. э.)
- Аулак — Ан Зыонг-выонг, князь (257 до н. э. — 207 до н. э.)
- Вифиния — 
  - Зипойт III, царь (255 до н. э. — 254 до н. э.)
  - Зиэл, царь (254 до н. э. — 228 до н. э.)
- Иберия — Фарнаваз I, царь (299 до н. э. — 234 до н. э.)
- Каппадокия — Ариарамн, царь (280 до н. э. — 230 до н. э.)
- Китай (Период Сражающихся царств) : 
  - Вэй — Аньси (Вэй Ю), ван (277 до н. э. — 243 до н. э.)
  - Хань — Хуан-хуэй, ван (272 до н. э. — 239 до н. э.)
  - Ци — Цзянь (Тянь Цзянь), ван (264 до н. э. — 221 до н. э.)
  - Цинь — Чжаосян (Ин Цзэ), ван (306 до н. э. — 251 до н. э.)
  - Чжао — Сяочэн (Чжао Дань), ван (265 до н. э. — 245 до н. э.)
  - Чу  — Каоли (Сюн Юань), ван (262 до н. э. — 238 до н. э.)
  - Янь — Си (Цзи Си), ван (255 до н. э. — 222 до н. э.)
- Маурьев империя — Ашока, император (272 до н. э./268 до н. э. — 232 до н. э.)
- Пергамское царство — Эвмен I, правитель (263 до н. э. — 241 до н. э.)
- Понтийское царство — Ариобарзан, царь (266 до н. э. — ок. 250 до н. э.)
- Сабейское царство — Замир Али Зарих II, царь (270 до н. э. — 250 до н. э.)
- Селевкидов государство — Антиох II Теос, царь (261 до н. э. — 246 до н. э.)
- Софенское царство — Сам I, царь (260 до н. э. — 243 до н. э./240 до н. э.)
- Япония — Корэй, тэнно (император) (290 до н. э. — 215 до н. э.)

## Африка
- Египет — Птолемей II Филадельф, царь (283 до н. э./282 до н. э. — 246 до н. э.)
- Киренаика (Кирена) — Магас, царь (276 до н. э. — 250 до н. э.)

## Европа
- Афины:
  - Эвбул, архонт (255 до н. э. — 254 до н. э.)
  - Филострат, архонт (254 до н. э. — 253 до н. э.)
- Боспорское царство — Перисад II, царь (ок. 284 до н. э. — ок. 245 до н. э.)
- Ирландия — Рудрайге мак Ситриги[англ.], верховный король (289 до н. э. — 219 до н. э.) [1]
- Македонское царство — Антигон II Гонат, царь (277 до н. э. — 274 до н. э., 272 до н. э. — 239 до н. э.)
- Одрисское царство (Фракия) — Котис III, царь (ок. 260 до н. э. — 240 до н. э.)
- Пеония — Леон, царь (ок. 278 до н. э. — ок. 250 до н. э.)
- Римская республика:
  - Гней Корнелий Сципион Азина, консул (260 год до н. э., 254 год до н. э.)
  - Авл Атилий Калатин, консул (258 год до н. э., 254 год до н. э.)
- Сиракузы — Гиерон II, царь (270 до н. э./269 до н. э. — 215 до н. э.)
- Спарта:
  - Арей II, царь (262 до н. э. — 254 до н. э.)
  - Леонид II, царь (254 до н. э. — 243 до н. э., 241 до н. э. — 235 до н. э.)
  - Эвдамид II, царь (275 до н. э. — 244 до н. э.)
- Эпирское царство — Пирр II, царь (255 до н. э. — 237 до н. э.)

## Галерея
- Антиох II Теос  
 261 до н.э.—246 до н.э. 
 Царь государства Селевкидов
- Птолемей II Филадельф  
 283/282 до н.э.—246 до н.э. 
 Царь Египта
- Антигон II Гонат  
 277 до н.э.—274 до н.э., 272 до н.э.—239 до н.э. 
 Царь Македонии
- Фарнаваз I 
 299 до н.э.—234 до н.э. 
 Царь Иберии
- Гиерон II  
 270/269 до н.э.—215 до н.э.  
 Царь Сиракуз
- Эвмен I 
 263 до н.э.—241 до н.э. 
 Правитель Пергама
- Корэй  
 290 до н.э.—215 до н.э. 
 Император Японии